# Баугин, Каспар
Каспа́р Бауги́н (фр. Gaspard Bauhin, или Caspard Bauhin; нем. Caspar Bauhin; лат. Casparus Bauhinus, 17 января 1560, Базель — 5 декабря 1624, там же) — швейцарский анатом и ботаник, систематик растений. Одним из первых стал использовать в своих работах бинарную номенклатуру.

## Краткая биография
Баугин родился в семье французского врача-гугенота Жана Боэна (1511—1582), который бежал со своим семейством в Базель из Парижа и Амстердама. Старший брат Каспара, Иоганн (1541—1612), также был известным врачом и ботаником.
Каспар учился в университете Базеля, где изучал медицину у Феликса Платтера. Продолжил образование в Падуе, Монпелье, Париже. В университете Тюбингена изучал ботанику по трудам Леонарта Фукса.
Вернувшись в 1580 году в Базель, Баугин читал частные лекции по ботанике и анатомии. В 1581 году он получил учёную степень доктора медицины.
В 1582 году он стал профессором греческого языка в Базельском университете, а с 1588 года — профессором анатомии и ботаники в том же университете. Позже он занимал должности городского врача, ректора и декана своего университета, вёл медицинскую практику. В 1614 году он сменил Феликса Платтера на кафедре медицины, став первым профессором медицины и старшим врачом (физикусом).
Первым описал картофель, присвоив ему в 1596 году в работе Phytopinax научное название лат. Solánum tuberósum, которое позже было заимствовано Карлом Линнеем и вошло в современную систематику.
Работы Баугина изменили ход развития ботаники. Его ботанические труды — больше чем комментарии классических работ; наблюдения за растениями применялись им как метод исследований. Баугин предложил основы классификации растений, использовал короткие наименования, часто составленные из двух слов, предвосхищая биномиальную систему Карла Линнея. Гербарий Баугина включал более 4000 образцов. Прекрасный знаток европейской флоры, Баугин вместе с другими исследователями растений того периода Отто Брунфельсем, Иеронимусом Боком, Леонартом Фуксом, Пьетро Андреа Маттиоли признаётся одним из «отцов ботаники», трудами которых был заложен новый этап развития науки.
Считается, что в 1612 году Баугин привёз семена энотеры, или ослинника (Oenothera) из американского штата Виргиния и высеял их в ботаническом саду Падуи, откуда растение распространилось по Европе.

## Почести
Шарль Плюмье в работе «Nova plantarum americanarum genera» в честь Каспара и его брата Иоганна назвал род растений Баугиния (Bauhinia) семейства Бобовые (Fabaceae), позже это название было закреплено Линнеем в работе «Critica Botanica» и используется в современной научной номенклатуре.
В анатомии термин баугиниева заслонка обозначает место перехода последней петли подвздошной кишки в толстую кишку.

## Научные работы
- De plantis a ̀diuis sanctisúe nomen habentibus (Базель, 1591)
- Phytopinax (Базель, 1596), список 2460 растений, в том числе картофеля (стр. 301)
- Anatomia corporis virilis et muliebris historia (Лейден, 1597)
- Theatrum anatomicum Infinitis locis auctum (Франкфурт, 1605, 1621)
- Enumeratio plantarum ab herboriis nostro saeculo descriptarum cum corum differentiis (1620), описание 6000 растений, содержит 400 иллюстраций
- Prodromus theatri botanici (Франкфурт, 1620, 2 изд. Базель, 1671)
- Catalogus plantarum circa Basileam (1622)
- Pinax Theatri Botanici, sive Index in Theophrasti, Dioscoridis, Plinii et botanicorum qui à seculo scripserunt opera (Базель, 1623, 1671 и 1735), содержит описание 2700 видов
- Theatri botanici (Базель, 1658), большой труд должен был состоять из двенадцати томов, но автор закончил только три, работа издана благодаря хлопотам его сына Жана-Гаспара.
- Historia plantarum universalis (т. 1—3, 1650—1661, совм. с J. Н. Cherler)
- Dionysii Ioncquet (Париж, 1659)